# Dekanat Lipsk
Dekanat Lipsk – jeden z 22 dekanatów w rzymskokatolickiej diecezji ełckiej.

## Parafie
W skład dekanatu wchodzi 6 parafii:
- parafia św. Mateusza Apostoła – Jaminy
- parafia Zwiastowania Najświętszej Maryi Panny – Krasnybór
- parafia Matki Bożej Anielskiej – Lipsk
- parafia św. Marii Magdaleny – Mikaszówka
- parafia Przemienienia Pańskiego – Rygałówka
- parafia św. Jakuba Apostoła – Sztabin

## Sąsiednie dekanaty
Augustów – MB Królowej Polski, Augustów – św. Bartłomieja Apostoła, Dąbrowa Białostocka (archidiec. białostocka), Korycin (archidiec. białostocka), Rajgród